# Коркин, Александр Николаевич
Александр Николаевич Коркин (19 февраля [3 марта] 1837, Вологодская губерния — 19 [31] августа 1908, Санкт-Петербург) — русский математик, специалист по дифференциальным уравнениям. Заслуженный профессор Санкт-Петербургского университета (1886). Член Санкт-Петербургского математического общества.

## Биография
Родился 19 февраля (3 марта) 1837 года близ с. Шуйского Вологодской губернии в семье зажиточного крестьянина. Окончил с золотой медалью Вологодскую гимназию и в 1854 году поступил на математическое отделение физико-математического факультета Императорского Санкт-Петербургского университета, где был учеником П. Л. Чебышёва.
За его первую научную работу «О наибольших и наименьших величинах» (1856) факультет наградил его золотой медалью. По рекомендации В. Я. Буняковского работа была опубликована в «Студенческом сборнике» за 1857 год.
В 1858 году Коркин окончил университет со степенью кандидата и начал преподавать математику в Первом кадетском корпусе. В 1860 году защитил магистерскую диссертацию «Об определении произвольных функций в интегралах уравнений с частными производными» и 12 июля 1861 года был назначен адъюнктом по кафедре чистой математики Петербургского университета, ставшей вакантной после ухода В. Я. Буняковского. В 1862—1864 годах по направлению университета стажировался за границей, где слушал лекции Ламе, Лиувилля, Бертрана (в Париже), Куммера (в Берлине).
По новому университетскому уставу в 1863 году был переименован в доценты. В начале 1868 года защитил докторскую диссертацию «О совокупных уравнениях с частными производными первого порядка и некоторых вопросах механики» и в этом же году был избран экстраординарным профессором по кафедре математики. С 1873 года — ординарный профессор, в 1886 году ему присвоили звание заслуженного профессора.
К числу учеников А. Н. Коркина относили себя немало видных русских математиков; А. Н. Крылов, Д. А. Граве, И. И. Иванов, Н. М. Гюнтер считали себя непосредственными учениками Коркина.
Умер 19 августа (1 сентября) 1908 года (71 год) и был похоронен на Смоленском православном кладбище в Санкт-Петербурге.

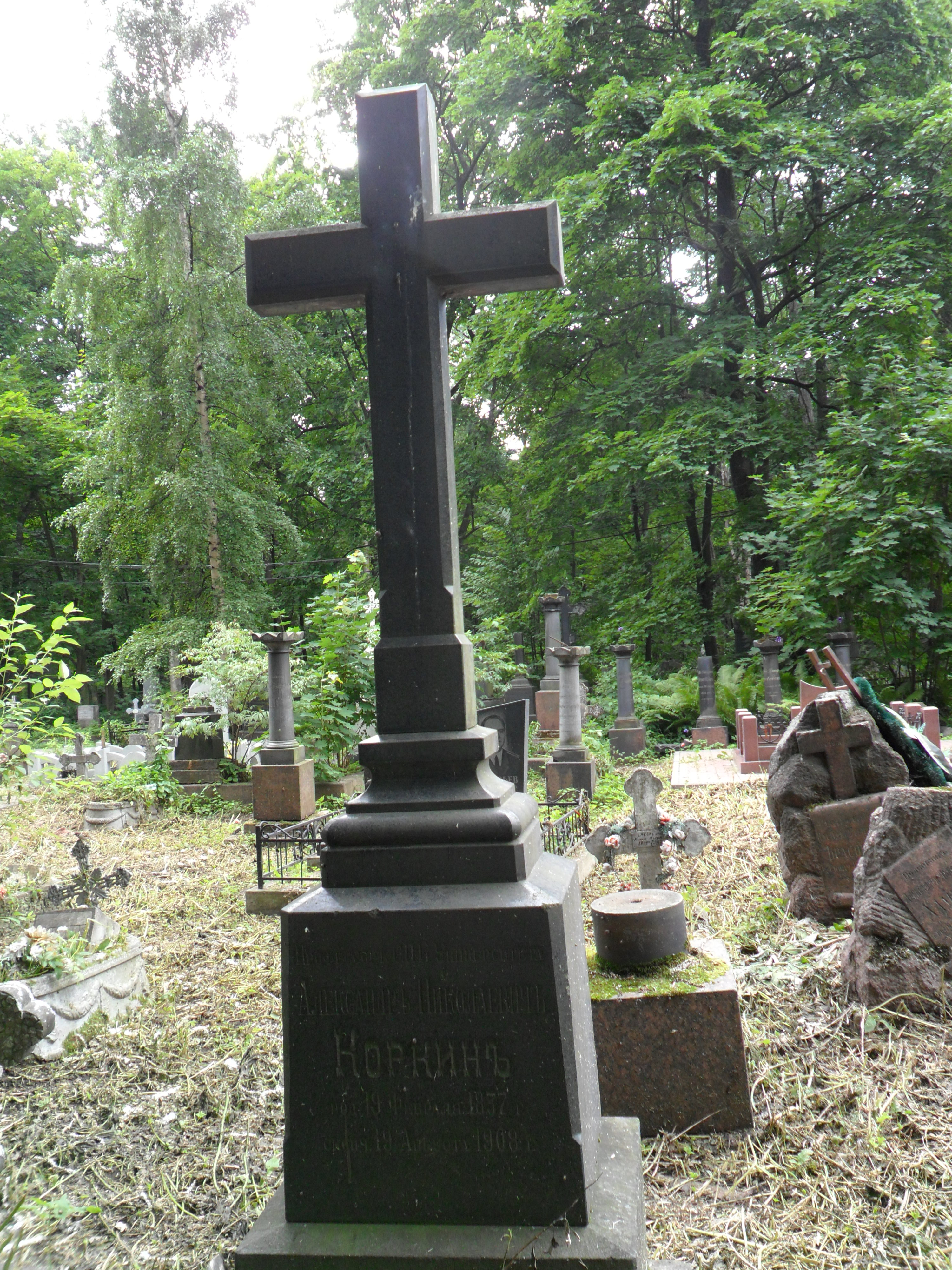
Могила А. Н. Коркина на Смоленском православном кладбище в Санкт-Петербурге

## Профессура
К. А. Поссе, слушавший лекции Коркина, писал:
Лекции Коркин читал чрезвычайно просто и ясно; не понимать его не могли только те, которые вообще ничего понимать не в состоянии. Теоремы он формулировал всегда очень точно, каждый теоретический вывод, каждую методу пояснял примерами, подробно проделывал все выкладки и после каждой лекции диктовал примеры для домашней работы.

В университете Коркин читал несколько курсов: сферическую тригонометрию, аналитическую геометрию, начертательную геометрию, высшую алгебру, дифференциальное исчисление, интегрирование дифференциальных уравнений, а также необязательные лекции в университете и для некоторых студентов у себя дома («коркинские субботы») по интегрированию дифференциальных уравнений в частных производных. Кроме университета он более 30 лет преподавал дифференциальное и интегральное исчисление в Военно-морской академии. Преемник Коркина по академии А. Н. Крылов вспоминал впоследствии: 
Как на русском, так и на иностранных языках существовало множество курсов дифференциального и интегрального исчисления, но Коркин не придерживался ни одного из них, и можно сказать, не сколько читал, как диктовал нам свой совершенно оригинальный курс, отличавшийся точностью определений, краткостью, естественностью и изяществом выводов всех формул, отсутствием той излишней щепетильности и строгости, которая не поясняет для техников, каковыми мы были, а затемняет дело и которая необходима лишь для математиков.
Его лекции были напечатаны:
- Дифференциальное исчисление: Лекции, чит. в акад. курсе морск. наук проф. А. Н. Коркиным. — [Санкт-Петербург]: лит. А. Иконникова, [1878]. — 312 с.
- Интегральное исчисление: Лекции, чит. в акад. курсе морск. наук проф. А. Н. Коркиным. — [Санкт-Петербург]: лит. А. Иконникова, [1878]. — 311 с.
- Интегрирование дифференциальных уравнений и вариационное исчисление: Сост. по лекциям проф. А. Н. Коркина без его ред. / Сост. И. Р. Беридзе; С.-Петерб. ун-т. — СПб.: изд. студентов Гросвальда и Мрочека, 1903. — 375 с.

В 1871 году А. Н. Коркин преподавал также математику в Петербургском технологическом институте.

## Некоторые публикации
Кроме множества мелких статей им были написаны 14 обширных научных трудов, из которых только четыре — на русском языке; остальные — на французском.
- Изыскания о множителях дифференциальных уравнений первого порядка / А. Н. Коркин; Пер. с фр. яз. Г. С. Зерновым. — М.: Московское математическое об-во, 1904. — 223 с.
- Korkine A., Zolotareff G. Sur les formes quadratiques positives quaternaires (неопр.) // Math. Ann.. — 1872. — Т. 5, № 4. — С. 581—583. — doi:10.1007/BF01442912.
- Korkine A., Zolotareff G. Sur les formes quadratiques (неопр.) // Math. Ann.. — 1873. — Т. 6, № 3. — С. 366—389. — doi:10.1007/BF01442795.
- Korkine A., Zolotareff G. Sur les formes quadratiques positives (неопр.) // Math. Ann.. — 1877. — Т. 11, № 2. — С. 242—292. — doi:10.1007/BF01442667.

После смерти были изданы: Сочинения А. Н. Коркина, изданные под редакцией проф. В. А. Стеклова и акад. А. А. Маркова, при содействии проф. К. А. Поссе, акад. А. М. Ляпунова и проф. А. Н. Крылова. Т. 1: С портр. А. Н. Коркина и Е. И. Золотарёва. — СПб.: Физико-математический факультет С.-Петербургского университета, 1911. — [6], VI, 469 с., 2 л. портр.